# Baie de Kamiesch
La baie de Kamiesch, en russe, Камышовая бухта, « baie des Roseaux », est une baie formée par la mer Noire, sur la côte de Crimée au sud de Sébastopol. Elle abrite le port de pêche de Sébastopol, une usine de traitement des eaux et une centrale électrique. Elle fait partie du Raïon de Gagarine.

## Histoire

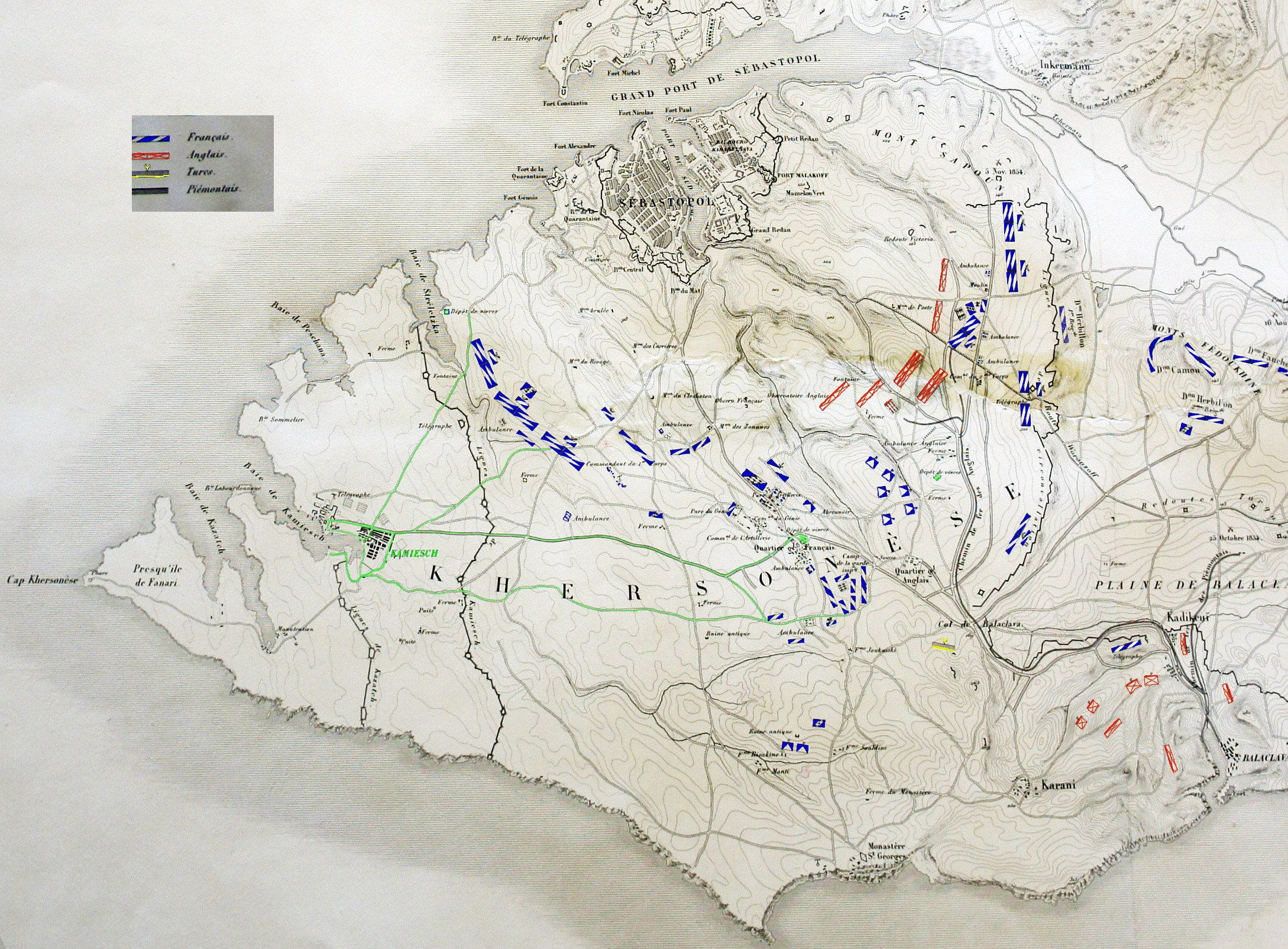
Baie et ville de Kamiech (en vert), représentées sur le plan du génie français publié par Niel.

Pendant le siège de Sébastopol (1854-55), les Français s'y établirent et y créèrent un port fortifié.